# Септимий Антиох
Септимий Антиох на латински: Septimius Antiochus; † след 273 г.) е римски узурпатор през 273 г. в Сирия.
През 272 г. император Аврелиан въвежда специалното положение на Палмира. Узурпаторът Вабалат и майка му Зенобия са затворени от римляните. Според Зосим след една година избухва въстание против Рим и Антиох, вероятно баща (или син) на Зенобия е избран за август по предложение на Apsaeus. Марцелин съобщава за това на император Аврелиан и императорските войски разгромяват бунта. Аврелиан остава Антиох да живее.